# Yponomeuta grossipunctella
Yponomeuta grossipunctella is een vlinder uit de familie van de stippelmotten (Yponomeutidae). De wetenschappelijke naam van de soort werd in 1879 gepubliceerd door Achille Guénée.